# Kapuvár-Beledi kistérség

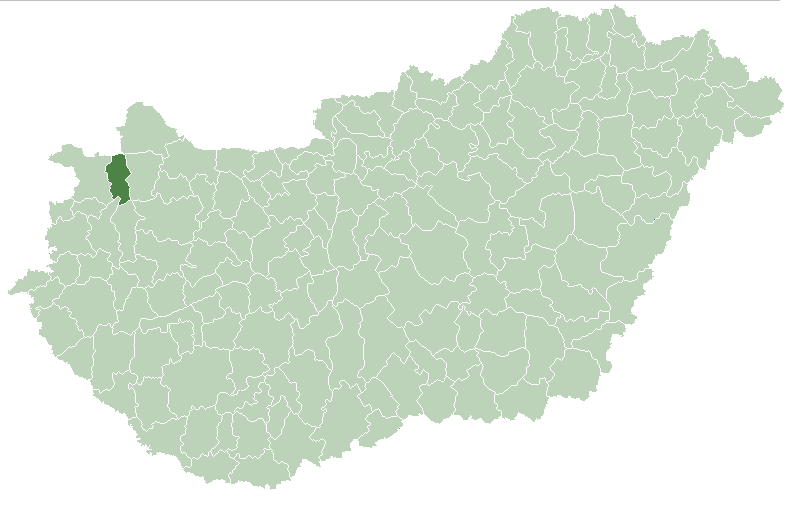
A Kapuvár-Beledi kistérség

A Kapuvár-Beledi kistérség egy kistérség volt Győr-Moson-Sopron megyében, központja Kapuvár volt. 2014-ben az összes többi kistérséggel együtt megszűnt.

## Települései
| Babót       | Beled    | Cirák     | Dénesfa  | Edve     |
| Gyóró       | Himod    | Hövej     | Kapuvár  | Kisfalud |
| Mihályi     | Osli     | Rábakecöl | Szárföld | Vadosfa  |
| Vásárosfalu | Veszkény | Vitnyéd   |          |          |

## Története
2007-ben Agyagosszergény átkerült a Sopron-Fertődi kistérségbe.